# روني بار أون
روني بار أون (بالعبرية: רוני בר-און، من مواليد 2 يونيو 1948) هو سياسي إسرائيلي ومحامي شغل منصب عضو في الكنيست عن حزب الليكود وكاديما بين عامي 2003 و2011 وأيضا وزير المالية السابق.

## روابط خارجية
- روني بار أون على الموقع الإلكتروني للكنيست